# Idioma andi
El andi es una Lengua caucásica nororiental perteneciente a las rama ávaro-ándica hablada por unos 5.800 andis (2010) en la región de Botlikh en Daguestán. El idioma se habla en las aldeas de Andi (a lo largo del río Andi-Koisu), Gunkha, Gagatl, Ashali, Rikvani, Chanko, Zilo y Kvanxidatl.
Hay cuatro dialectos principales, el munin, el rikvani, el kvanxidatl y el gagatl, que parecen bastante divergentes entre sí. Sin embargo, se puede decir que los dialectos varían entre las aldeas: el "grupo superior" contiene a los dialectos de Andi, Gagatl, Rikvani y Zilo (donde los dialectos de Andi y Zilo se consideran sus propios dialectos), mientras que el "grupo inferior" contiene a los munin y los kvanxidatl. El grupo superior carece del sonido africado кьI.
Aunque el andi no suele usarse en el registro escrito, hay intentos de escribir el idioma utilizando el alfabeto cirílico. Los hablantes generalmente usan el avar o el ruso en su comunicación escrita.
El andi tiene siete series diferentes de localización: el significado "dentro" cambia por número (singular -ла/-а, plural -хъи: гьакъу-ла 'en una casa', гьакъоба-хъи 'en casas'). Las categorías numéricas se expresan a través de ablaut (имуво воцци в-усон 'El padre encontró al hermano', pero имуво воццул в-осон 'El padre encontró a los hermanos'). Además, en la aldea Andi, hay una diferencia entre el habla de los hombres y la de las mujeres; un hombre dirá, por ejemplo, дин que significa 'yo', мин que significa 'tú', гьекIа 'persona', pero una mujer dirá ден 'yo', мен 'tú', гьекIва 'persona'.

## Fonología
El andi tiene 43 consonantes:
|             |             | Labial | Dental/ Alveolar | Dental/ Alveolar | Post- alveolar/ Palatal | Post- alveolar/ Palatal | Velar | Velar  | Uvular | Uvular | Faringal/ Glotal |
| lenis       | fortis      | Labial | lenis            | fortis           | lenis                   | fortis                  | lenis | fortis |        |        | Faringal/ Glotal |
| ----------- | ----------- | ------ | ---------------- | ---------------- | ----------------------- | ----------------------- | ----- | ------ | ------ | ------ | ---------------- |
| Nasal       | Nasal       | m      | n                |                  |                         |                         |       |        |        |        |                  |
| Oclusiva    | sorda       | p      | t                |                  |                         |                         | k     | kː     |        |        | ʔ                |
| Oclusiva    | sonora      | b      | d                |                  |                         |                         | ɡ     |        |        |        |                  |
| Oclusiva    | eyectiva    | pʼ     | tʼ               |                  |                         |                         | kʼ    | kːʼ    |        |        |                  |
| Africada    | sorda       |        | tsː              |                  | tʃ                      | tʃː                     |       |        | qχ     |        |                  |
| Africada    | sonora      |        |                  |                  | dʒ                      |                         |       |        |        |        |                  |
| Africada    | eyectiva    |        | tsʼ              | tsːʼ             | tʃʼ                     | tʃːʼ                    |       |        | qχʼ    | qχːʼ   |                  |
| Fricativa   | sorda       |        | s                | sː               | ʃ                       | ʃː                      | x     |        | χ      | χː     | h                |
| Fricativa   | sonora      | v      | z                |                  | ʒ                       |                         |       |        | ʁ      |        | (ʕ)              |
| Lateral     | continuante |        | ɬ                |                  |                         |                         |       |        |        |        |                  |
| Lateral     | africada    |        | tɬː              | tɬːʼ             |                         |                         |       |        |        |        |                  |
| Vibrante    | Vibrante    |        | r                |                  |                         |                         |       |        |        |        |                  |
| Aproximante | Aproximante |        | l                |                  | j                       |                         |       |        |        |        |                  |

Hay cinco vocales: /a, e, i, o, u/.